# Blues 'N' Jazz
Blues 'N' Jazz è un album in studio del musicista e cantante statunitense B.B. King, pubblicato nel 1983.

## Tracce
Side 1
1. Inflation Blues (L.Jordan, A. Alexander, T. Southern) – 4:12
2. Broken Heart (B.B. King) – 2:43
3. Sell My Monkey (B.B. King) – 3:02
4. Heed My Warning (L.Jordan, H. Bowman) – 5:05
5. Teardrops from My Eyes (Rudolph Toombs) – 4:59

Side 2
1. Rainbow Riot (Andy Gibson, Angelyn Carlington) – 3:37
2. Darlin' You Know I Love You (Jules Bihari, Riley B. King) – 4:44
3. Make Love to Me (Bill Norvas, Alan Copeland, Paul Mares, Ben Pollack, Mel Stitzel, Walter Melrose) – 4:27
4. I Can't Let You Go (B.B. King) – 3:48